# Coenraad Johannes van Houten

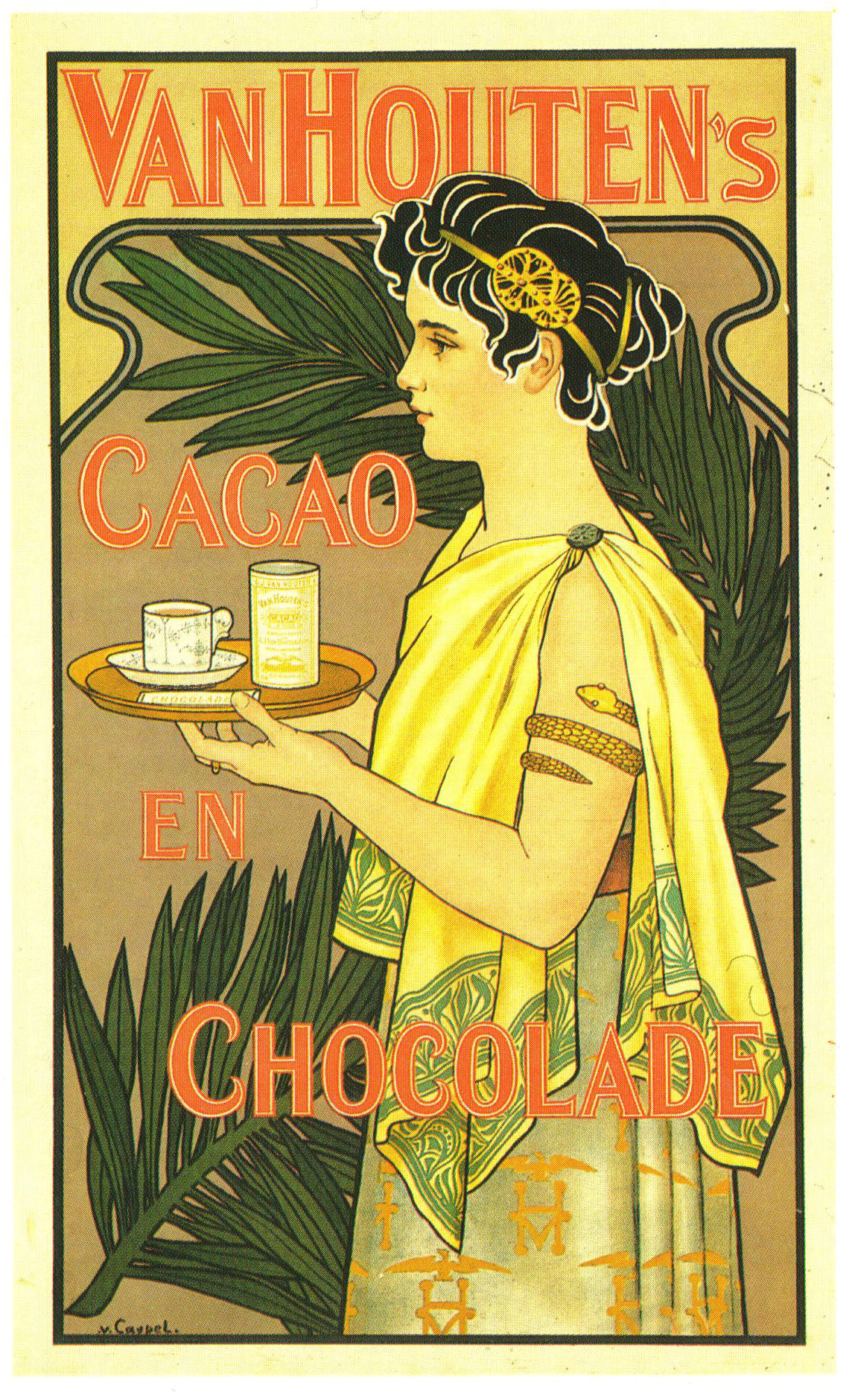
Cartaz para o chocolate de Van Houten de 1899.

Coenraad Johannes van Houten (Amsterdã, 15 de março de 1801 - Weesp, 1887) foi um químico, inventor e fabricante de chocolate neerlandês. Notabilizou-se por ter criado em 1828 o processo que permitiu a extração da manteiga de cacau das amêndoas torradas. Além disso, desenvolveu o tratamento alcalino para o pó de cacau que remove parte do amargor e o deixa mais 
solúvel em água.